# 卡尔·沃纳
卡尔·沃纳（英語：Karl Warner，1908年6月23日—1995年9月5日），美国男子田径运动员，主攻短跑。他曾代表美国参加1932年夏季奥林匹克运动会田径比赛，获得男子4×400米接力金牌。